# Oxira polytaenia
Oxira polytaenia är en fjärilsart som beskrevs av Charles Boursin 1948. Oxira polytaenia ingår i släktet Oxira och familjen nattflyn. Inga underarter finns listade i Catalogue of Life.